# Sit and Wait
Sit and Wait ist ein Lied des deutsch-amerikanischen Sängers Sydney Youngblood. Es erschien im November 1989 als Single wie auch etwa zur selben Zeit auf dem Album Feeling Free.

## Entstehung und Inhalt
Es handelt sich um einen Dance-Popsong mit einigen Funk-Bestandteilen, der hauptsächlich von Synthesizern begleitet wird. Einige Samples aus Gwen Guthries Song Ain’t Nothin’ Goin’ On but the Rent aus dem Jahr 1986 wurden verwendet. Ein Pianomotiv dominiert Intro und Bridges. Der Songtext handelt davon, dass der Protagonist eine lange Zeit warten muss, um seine Träume erfüllen zu können oder auch die angesprochene Person wiedersehen zu können. Geschrieben wurde der Titel von Sydney Youngblood, Ralf Hamm, Markus Staab und Claus Zundel, produziert wurde er von Zundel.

## Musikvideo
Das Musikvideo spielt bei der amerikanischen Armee etwa in den 1950er-Jahren. Youngblood spielt einen Soldaten, der in einer Cafeteria wartet, während verschiedene Frauen und andere Soldaten um ihn herumtanzen.

## Rezeption
Der Song erschien im November 1989 bei Circa Records/Virgin Records. Die B-Seite war der Titel Feeling Free, zugleich Titelsong von Youngbloods Album, von Sydney Youngblood und Elaine Hudson. Sit and Wait war vor allem in Europa erfolgreich. Im Vereinigten Königreich erreichte der Song Platz 16. In Deutschland, Österreich, Belgien (Flandern) und Schweden erreichte er jeweils Platz zwei, in der Schweiz Platz sechs und in Frankreich Platz 21. Auch in Australien war der Titel mit Platz 59 ein kleinerer Erfolg.
2013 brachte Youngblood eine Version des Songs mit Jesse Ritch heraus, Sit and Wait 2013.